# Dragan Marjanac
Dragan Marjanac (serbisch-kyrillisch Драган Марјанац; * 26. Februar 1985 in Vrbas, SFR Jugoslawien) ist ein serbischer Handballspieler.

## Karriere

### Verein
Der 1,92 m große Torhüter spielte für RK Crvenka, RK Roter Stern Belgrad, RK Fidelinka Radnički Subotica und RK Partizan Belgrad. Mit Partizan gewann er 2007 den serbischen Pokal. Anschließend wechselte er nach Ungarn zu Pick Szeged, mit dem er 2008 den ungarischen Pokal errang. In der Saison 2010/11 stand er zunächst beim spanischen Verein BM Toledo unter Vertrag, ehe er im Januar 2011 zum bosnisch-herzegowinischen Verein RK Bosna Sarajevo wechselte, mit dem er 2011 die Meisterschaft gewann. Daraufhin unterschrieb er beim Schweizer Erstligisten BSV Bern, dem er sieben Jahre treu blieb. Seit 2018 läuft er für den Schweizer Verein HSC Suhr Aarau auf. Mit dem HSC gewann er den Schweizer SuperCup 2020.
Im Mai 2021 erlitt Marjanac im Training einen Hirnschlag und wurde wenige Tage später am Herzen operiert. Nach 318 Tagen Pause kehrte er in den Profisport zurück.
Marjanac wird nach der Saison 2023/24 seine Karriere beenden. Anschließend wird er beim HSC Suhr Aarau als Co-Trainer und Torwarttrainer tätig sein.

### Nationalmannschaft
Mit der serbisch-montenegrinischen Juniorennationalmannschaft gewann Marjanac die Silbermedaille bei der U-21-Weltmeisterschaft 2005.
Mit der serbischen A-Nationalmannschaft gewann er die Goldmedaille bei den Mittelmeerspielen 2009 und die Silbermedaille bei der Europameisterschaft 2012 im eigenen Land. Im selben Jahr nahm er an den Olympischen Spielen in London teil, wo man den neunten Rang belegte. Bei der  Weltmeisterschaft 2011 kam die Auswahl auf den zehnten Platz, bei der Europameisterschaft 2016 auf den 15. Platz. Bis 2016 bestritt er mindestens 72  Länderspiele, in denen er ein Tor erzielte.